# 路德维希·戈尔德布鲁纳
路德维希·戈尔德布鲁纳（德語：Ludwig Goldbrunner，1908年3月5日—1981年9月26日），德国男子足球运动员。他曾代表德国参加1938年国际足联世界杯。他也曾参加1936年夏季奥林匹克运动会。